# Talpijot Mizrach

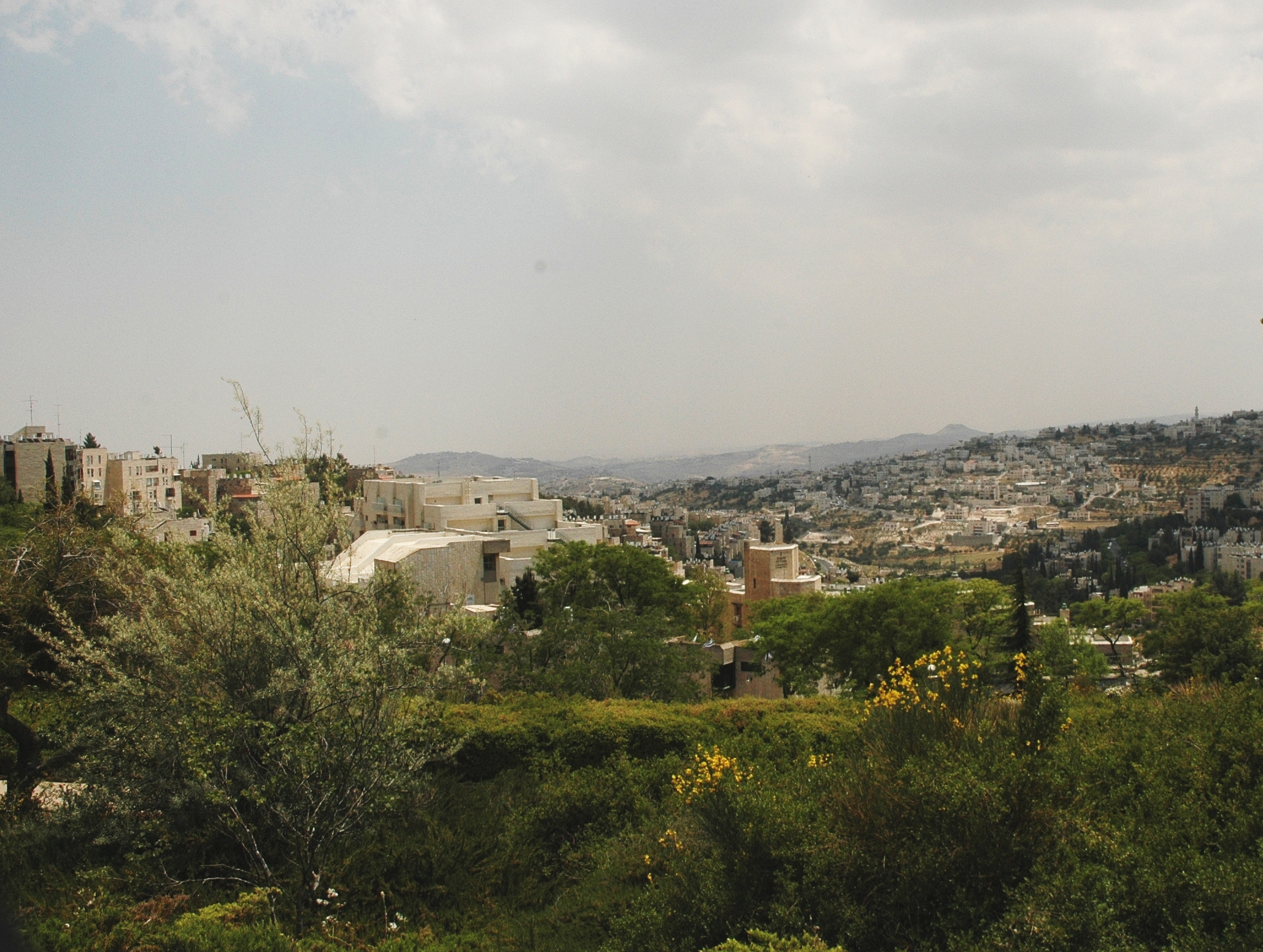
Pohled na Talpijot Mizrach od bývalé britské rezidence Armon ha-Naciv

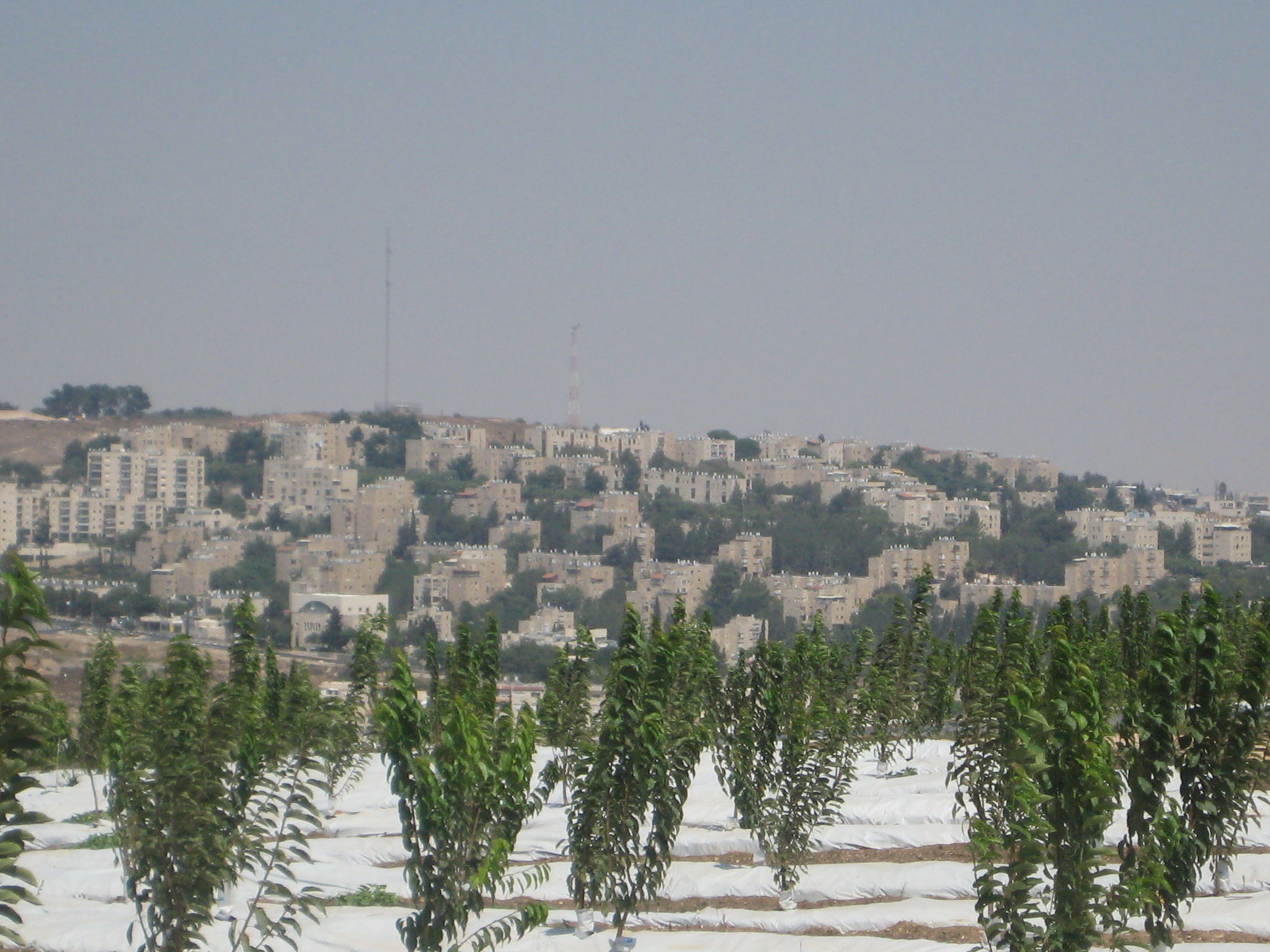
Celkový pohled na Talpijot Mizrach

Talpijot Mizrach (hebrejsky: תלפיות מזרח, doslova Východní Talpijot) je židovská čtvrť v jižní části Jeruzaléma v Izraeli, situovaná z větší části v bývalém nárazníkovém pásmu, které do roku 1967 oddělovalo Západní a Východní Jeruzalém a které bylo okupováno Izraelem v roce 1967 a začleněno do hranic Jeruzaléma.

## Geografie
Leží v nadmořské výšce přes 700 metrů, cca 3 kilometry jižně od Starého Města. Na východě s ní sousedí arabské čtvrti Arab al-Savahira, al-Savahira al-Garbija a Džebel Mukabir, na severu etnický smíšená židovsko-arabská čtvrť Abu Tor, na jihovýchodě arabská Umm Lisun, na jihu arabská Sur Bahir, na jihozápadě leží administrativně samostatná židovská vesnice Ramat Rachel, na západě pak zástavba Talpijot Mizrach přechází plynule do sousední židovské čtvrti Talpijot, která již leží z větší části za Zelenou linií, jež do roku 1967 rozdělovala Jeruzalém. Čtvrť je situována na vyvýšených pahorcích, které k východu a jihovýchodu klesají prudce do hluboce zaříznutých údolí vádí Nachal Kidron a Nachal Darga, která pak směřují do Judské pouště.

## Dějiny
Už v dobách mandátní Palestiny si tuto lokalitu vybral pro svou rezidenci nejvyšší komisař britské správy v této zemi. V letech 1948-1967 zde potom existovala rozsáhlá nárazníková zóna o ploše několika kilometrů čtverečních, která oddělovala území pod kontrolou Izraele a Jordánska. Nynější obytná čtvrť tu byla založena roku 1972. Zpočátku bývala nazývána s odkazem na dřívější využití Armon ha-Naciv (ארמון הנציב, Guvernérův palác). Po roce 2000 prodal sousední kibuc Ramat Rachel některé své zemědělské pozemky a došlo zde k další zástavbě, která územně propojila Talpijot Mizrach a Talpijot. Poblíž vjezdu do čtvrti se rozkládá správní centrum v atypické budově, kterou navrhl Matthias Gretz. V 80. letech 20. století ve čtvrti vyrostla promenáda, která nabízí výhledy na Staré Město. Na pomezí se sousední čtvrtí Talpijot leží urbanistický okrsek Kirjat Morija, který spravuje Židovská agentura. Vedle něj je areál cvičné farmy, kterou zde ještě před rokem 1948 založila Rachel Jana'it Ben Cvi. Nyní slouží pro účely zemědělského výzkumu Hebrejské univerzity.
V roce 1980 zde při výstavbě čtvrti byl objeven takzvaný Talpijotský hrob s cennými arfetakty z biblických dob, které podle některých badatelů mohou být přímo spojené s Ježíšem.

## Demografie
Čtvrť je plánována pro populaci 20 000 lidí a je stavebně téměř zcela dobudována. Populaci tvoří sekulární a nábožensky sionistické rodiny.
| Rok            | 2000   | 2002   | 2003   | 2004   | 2005   | 2006   | 2007   | 2008   |
| -------------- | ------ | ------ | ------ | ------ | ------ | ------ | ------ | ------ |
| Počet obyvatel | 12 845 | 12 591 | 12 439 | 12 238 | 12 158 | 12 078 | 12 241 | 12 186 |